# (37169) 2000 WX22
2000 WX22 (asteroide 37169) é um asteroide da cintura principal. Possui uma excentricidade de 0.12558870 e uma inclinação de 10.43305º.
Este asteroide foi descoberto no dia 20 de novembro de 2000 por LINEAR em Socorro.